# Lubieszka
Lubieszka – rzeka, lewy dopływ Lutyni o długości 34,42 km. 
Wypływa w okolicach wsi Sapieżyn w powiecie krotoszyńskim. Płynąc w kierunku północnym, mija miejscowości: Borzęcice, Wałków, Golina, Siedlemin, Dąbrowa, Brzostów, Mieszków, Kąty i w Parzewni uchodzi do Lutyni. Przepływa pod drogami krajowymi nr: 15, 12 i 11. Niekiedy latem wysycha.